# Hancock (Wisconsin)
Hancock és una població dels Estats Units a l'estat de Wisconsin. Segons el cens del 2000 tenia 463 habitants.

## Demografia
Segons el cens del 2000, Hancock tenia 463 habitants, 193 habitatges, i 121 famílies. La densitat de població era de 164 habitants per km².
Dels 193 habitatges en un 30,6% hi vivien nens de menys de 18 anys, en un 49,7% hi vivien parelles casades, en un 8,8% dones solteres, i en un 36,8% no eren unitats familiars. En el 30,1% dels habitatges hi vivien persones soles el 18,7% de les quals corresponia a persones de 65 anys o més que vivien soles. El nombre mitjà de persones vivint en cada habitatge era de 2,4 i el nombre mitjà de persones que vivien en cada família era de 3,01.
Per edats la població es repartia de la següent manera: un 26,8% tenia menys de 18 anys, un 4,3% entre 18 i 24, un 24,2% entre 25 i 44, un 24,6% de 45 a 60 i un 20,1% 65 anys o més.
L'edat mediana era de 41 anys. Per cada 100 dones de 18 o més anys hi havia 96 homes.
La renda mediana per habitatge era de 35.341 $ i la renda mediana per família de 36.250 $. Els homes tenien una renda mediana de 31.250 $ mentre que les dones 21.500 $. La renda per capita de la població era de 14.889 $. Aproximadament el 5,7% de les famílies i el 9,5% de la població estaven per davall del llindar de pobresa.

## Poblacions més properes
El següent diagrama mostra les poblacions més properes.